# 卢贝尔
卢贝尔（法語：Loubers）是法国南部-比利牛斯大区 塔恩省的一个市镇，属于阿尔比区 谢河畔科尔德县。该市镇2009年时的人口 为78人。

## 人口
卢贝尔人口变化图示
| 数据来源：INSEE |